# 圣伊莱尔德布雷特马斯
圣伊莱尔-德布雷特马斯（法語：Saint-Hilaire-de-Brethmas，法語發音：[sɛ̃.t‿ilɛʁ də bʁɛtmas]）是法国加尔省的一个市镇，位于该省北部，属于阿莱斯区。

## 地理
圣伊莱尔-德布雷特马斯（44°4'51"N, 4°7'31"E）面积13.91 平方千米，位于法国奧克西塔尼大區加尔省，该省份为法国南部沿海省份，南端濒地中海，北起顺时针与阿尔代什省、沃克吕兹省、罗讷河口省、埃罗省、阿韦龙省和洛泽尔省接壤。
与圣伊莱尔-德布雷特马斯接壤的市镇（或旧市镇、城区）包括：阿莱斯、多镇、梅雅讷莱萨莱斯、圣克里斯托尔-莱萨莱斯、圣普里瓦德维约、韦泽诺布尔。
圣伊莱尔-德布雷特马斯的时区为UTC+01:00、UTC+02:00（夏令时）。

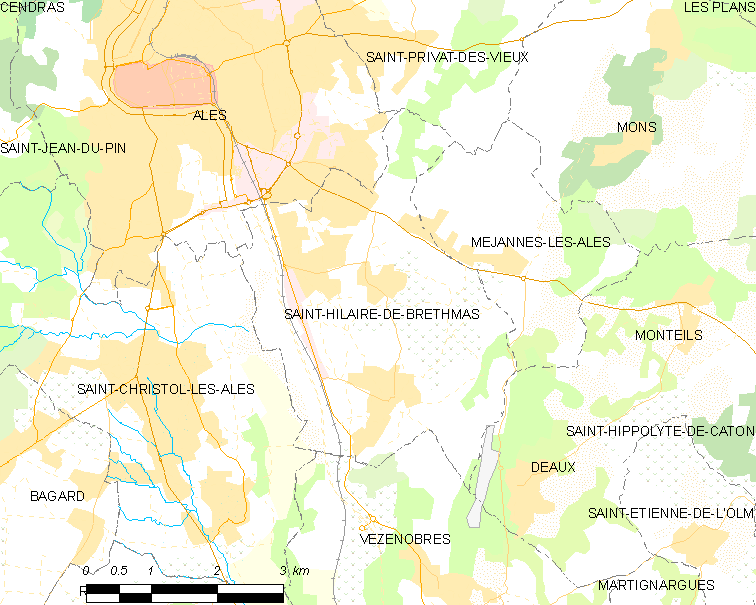
圣伊莱尔-德布雷特马斯的OSM定位图

## 行政
圣伊莱尔-德布雷特马斯的邮政编码为30560，INSEE市镇编码为30259。

## 政治
圣伊莱尔-德布雷特马斯所属的省级选区为阿莱斯第三县。

## 人口
圣伊莱尔-德布雷特马斯于2022年1月1日时的人口数量为4643人。

1962-2008年间圣伊莱尔-德布雷特马斯人口变化图示